# Isomyia sobrina
Isomyia sobrina är en tvåvingeart som beskrevs av Zumpt 1962. Isomyia sobrina ingår i släktet Isomyia och familjen Rhiniidae.
Artens utbredningsområde är Madagaskar. Inga underarter finns listade i Catalogue of Life.